# گامراتکا
گامراتکا (به لهستانی:  Gamratka) یک روستا در لهستان است که در گمینا مینگسک مازوویتسکی واقع شده‌است.